# Parmotrema isidioinsuetum
Parmotrema isidioinsuetum är en lavart som beskrevs av Elix. Parmotrema isidioinsuetum ingår i släktet Parmotrema och familjen Parmeliaceae.   Inga underarter finns listade i Catalogue of Life.